# Paradrina rebeli
A Paradrina rebeli a rovarok (Insecta) osztályának a lepkék (Lepidoptera) rendjéhez, ezen belül a bagolylepkefélék (Noctuidae) családjához tartozó faj.

## Elterjedése
A lepke a Kanári-szigetek endemikus faja., La Palma , El Hierro , La Gomera , Tenerife , Gran Canaria , Fuerteventura és Lanzarote  szigetén fordul elő, a nedvesebb tengerparti részeken.

## Megjelenése
- lepke: szárnyfesztávolsága 26–31 mm. Az első szárnyak alapszíne szürke és barna között változik, de előfordul még sötétebb árnyalatban is. A szárnyak vége hullámos, kissé csipkézett, közepükön fekete folttal. A hátsó szárnyak világosbarna, krémszínűek.

## Életmódja
- nemzedék: több nemzedéke van évente.
- hernyók tápnövényei: a hernyók polifágok.

## Fordítás
- Ez a szócikk részben vagy egészben  a   Paradrina rebeli című német Wikipédia-szócikk fordításán alapul.  Az eredeti cikk szerkesztőit annak laptörténete sorolja fel. Ez a jelzés csupán a megfogalmazás eredetét és a szerzői jogokat jelzi, nem szolgál a cikkben szereplő információk forrásmegjelöléseként.